# Mistrzostwa Polski Strongman 2010
Mistrzostwa Polski Strongman 2010 – doroczne, indywidualne zawody polskich siłaczy.

## Kwalifikacje
Data: 5 czerwca 2010 r.

Miejsce: Zabrze  Polska
Wyniki kwalifikacji:

| Miejsce | Zawodnik                  | Punkty        |
| ------- | ------------------------- | ------------- |
| 1.      | Mateusz Baron             | 32,5          |
| 2.      | Rafał Kobylarz            | 30,5          |
| 3.      | Bartłomiej Bąk            | 29            |
| 4.      | Krzysztof Radzikowski (*) | 24 (kontuzja) |
| 5.      | Janusz Kułaga             | 23            |
| 6.      | Tomasz Kowal              | 22            |
| 7.      | Wojciech Jastrząb         | 20            |
| 8.      | Sławomir Jankowski        | 13            |
| 9.      | Tomasz Żocholl            | 12,5          |
| 10.     | Michał Anioł              | 7             |
| 11.     | Piotr Heine               | 6,5           |
| 12.     | Marcin Rymsza             |               |

Do finału kwalifikuje się ośmiu najlepszych zawodników.

(*) Krzysztof Radzikowski nie wziął udziału w finale, w wyniku kontuzji dłoni. Jego miejsce zajął Tomasz Żocholl.

## Finał
Data: 5 czerwca 2010 r.

Miejsce: Zabrze  Polska
Wyniki zawodów:
| Miejsce | Zawodnik           | Punkty |
| ------- | ------------------ | ------ |
| 1.      | Rafał Kobylarz     | 35     |
| 2.      | Mateusz Baron      | 35 (*) |
| 3.      | Tomasz Kowal       | 30     |
| 4.      | Bartłomiej Bąk     | 23,5   |
| 5.      | Janusz Kułaga      | 21,5   |
| 6.      | Sławomir Jankowski | 11     |
| 7.      | Tomasz Żocholl     | 8,5    |
| 8.      | Wojciech Jastrząb  | 8,5    |

(*) Mateusz Baron, pomimo uzyskania tej samej liczby punktów, zajął drugie miejsce, z uwagi na mniejszą liczbę wygranych konkurencji.